# Lorenzo Davids
Lorenzo Davids (Paramaribo, 4 september 1986) is een Surinaams profvoetballer met de Nederlandse nationaliteit die als middenvelder speelt. Hij is een neef van de oud-international Edgar Davids.

## Clubvoetbal
Lorenzo Davids werd geboren in de Surinaamse hoofdstad Paramaribo. Op vierjarige leeftijd verhuisde hij met z'n familie naar Rotterdam, om vervolgens te verhuizen naar Amsterdam-West, waar hij opgroeide in de Kinkerbuurt. Daar leerde hij het voetbalspel op straat, waar hij speelde met jongens als Ryan Babel, Hedwiges Maduro en Urby Emanuelson.
Davids speelde in zijn jeugd voor de amateurclubs Voorland, Waterwijk en FC Omniworld. FC Utrecht werd zijn eerste profclub en doorliep er de jeugdopleiding. In de zomer van 2006 werd Davids door Feyenoord aangetrokken, waar werd toegevoegd aan de jeugdopleiding. Hier kreeg hij te maken met Mario Been, de coach bij Jong Feyenoord.

### Feyenoord
Op 8 november 2006 debuteerde hij in het bekerduel met RKC Waalwijk als invaller voor Sebastián Pardo. Hij brak echter niet door in Rotterdam.
Toen voormalig Feyenoord jeugdtrainer Mario Been in de zomer van 2006 benoemd werd tot coach van N.E.C. was hij Davids niet vergeten. In januari 2007 vertrok Davids naar Nijmegen en tekende een contract voor 2,5 jaar.

### NEC Nijmegen
In september 2009 was Davids wederom belangrijk voor de Nijmegenaren. In de wedstrijd tegen de landskampioen AZ Alkmaar, maakte Davids drie minuten voor tijd met een afstandsschot de winnende treffer (1-0 winst).
Op 19 mei 2011 werd bekend dat Davids transfervrij over zou stappen naar het gepromoveerde FC Augsburg in de Duitse Bundesliga.

### FC Augsburg
Na het seizoen 2010/2011 stapte Davids tranfervrij over van N.E.C. naar FC Augsburg, hij tekende een contract tot 2013. Davids maakte op zaterdag 6 augustus 2011 zijn debuut, in de basis, voor FC Augsburg tegen SC Freiburg, een kwartier voor het einde van de wedstrijd werd hij gewisseld, het duel eindigde in 2-2. In de voorbereiding op het seizoen 2012/13 werd hij teruggezet naar het tweede team. Op 31 augustus 2012 liet zijn contract ontbinden.

### AFC Bournemouth
Dezelfde dag tekende hij een tweejarige verbintenis bij AFC Bournemouth uit de Football League One. Daar speelde hij in 4 maanden slechts 3 wedstrijden.

### Randers FC
Op 31 januari 2013, de laatste dag van de winterse transferperiode, tekende Davids een 2,5-jarig contract bij het Deense Randers. Bij Randers kwam Davids weinig aan bod en mocht al snel weg. Vanaf eind 2013 speelde hij niet meer in het eerste team van Randers en kwam bij het tweede team. Hij liep meermaals stage bij andere clubs, onder andere bij MSV Duisburg, maar vond geen nieuwe club.

### Amateurvoetballer
Medio 2015 liep zijn contract af en nadat hij geen nieuwe profclub vond, ging hij als libero bij de Nijmeegse amateurclub SCH spelen in de Derde klasse zondag. In maart 2016 kreeg hij een contract aangeboden bij RKC Waalwijk, dat versterkingen zocht voor het volgende seizoen. In 2016 ging Davids voor SV DFS spelen, dat uitkomt in de zaterdag Hoofdklasse. Medio 2020 ging Davids voor SV Nijmegen spelen. In 2022 ging hij naar Quick 1888.

## Interlands

### Nederland –21
In oktober 2007 ontving Davids een uitnodiging van bondscoach Foppe de Haan om deel uit te maken van de selectie van Jong Oranje tijdens de interland tegen Estland. Op 12 oktober 2007 maakt de linkspoot zijn debuut als linkshalf in de 3-0 gewonnen uitwedstrijd, waarna hij ook voor de interlands erna een plek in de selectie behield.
Ondanks een goed seizoen met N.E.C. werd Davids uiteindelijk niet geselecteerd voor een plaats in het Nederlands olympisch elftal. Wel kwam hij met elf andere spelers op de stand-bylijst. Door de KNVB-coach Cor Pot werd Lorenzo Davids vervolgens wel opgenomen in de selectie van het Nederlands Beloftenelftal, dat diezelfde zomer streed op het internationale jeugdtoernooi van Toulon.
Op het toernooi kwam Davids twee keer in actie, maar Oranje werd al snel uitgeschakeld na nederlagen tegen Japan (1-0) en Chili (2-0).

### Suriname
In 2007 speelde Davids met een officieus Surinaams elftal onder 21 bestaande uit zowel Surinaamse als Surinaams-Nederlandse spelers op de PARBO Bier Cup. Ook speelde hij voor de Suriprofs. In 2010 gaf hij aan interlands voor Suriname te willen gaan spelen. Hij maakte deel uit van een officieus Surinaams elftal dat in december 2014 tegen Trinidad en Tobago speelde en in mei 2015 tegen Curaçao.

## Statistieken
| Seizoen | Club            | Competitie          | Competitie | Competitie | Beker | Beker | Internationaal | Internationaal | Overig | Overig | Totaal | Totaal |
| Seizoen | Club            | Competitie          | Wed.       | Dlp.       | Wed.  | Dlp.  | Wed.           | Dlp.           | Wed.   | Dlp.   | Wed.   | Dlp.   |
| ------- | --------------- | ------------------- | ---------- | ---------- | ----- | ----- | -------------- | -------------- | ------ | ------ | ------ | ------ |
| 2006/07 | Feyenoord       | Eredivisie          | 0          | 0          | 1     | 0     | 0              | 0              | -      | -      | 1      | 0      |
| 2006/07 | N.E.C.          | Eredivisie          | 9          | 0          | 0     | 0     | -              | -              | 4      | 0      | 13     | 0      |
| 2007/08 | N.E.C.          | Eredivisie          | 29         | 1          | 2     | 0     | -              | -              | 6      | 1      | 37     | 3      |
| 2008/09 | N.E.C.          | Eredivisie          | 34         | 0          | 4     | 0     | 8              | 0              | -      | -      | 46     | 0      |
| 2009/10 | N.E.C.          | Eredivisie          | 31         | 1          | 4     | 0     | -              | -              | -      | -      | 35     | 1      |
| 2010/11 | N.E.C.          | Eredivisie          | 29         | 2          | 1     | 0     | -              | -              | -      | -      | 30     | 2      |
| 2011/12 | FC Augsburg     | Bundesliga          | 20         | 0          | 3     | 0     | -              | -              | -      | -      | 23     | 0      |
| 2012/13 | AFC Bournemouth | Championship        | 3          | 0          | 0     | 0     | -              | -              | -      | -      | 3      | 0      |
| 2012/13 | Randers FC      | Superligaen         | 5          | 0          | 2     | 0     | -              | -              | -      | -      | 7      | 0      |
| 2013/14 | Randers FC      | Superligaen         | 4          | 0          | 1     | 0     | 2              | 0              | -      | -      | 7      | 0      |
| 2014/15 | Randers FC      | Superligaen         | 0          | 0          | 0     | 0     | -              | -              | -      | -      | 0      | 0      |
| 2015/16 | SCH             | Derde klasse zondag | -          | -          | -     | -     | -              | -              | -      | -      | 0      | 0      |
| 2016/17 | SV DFS          | Hoofdklasse         | -          | -          | -     | -     | -              | -              | -      | -      | 0      | 0      |
| Totaal  | Totaal          | Totaal              | 164        | 5          | 16    | 0     | 12             | 0              | 10     | 1      | 202    | 6      |

(Bijgewerkt t/m 26-3-2017)